# War Admiral

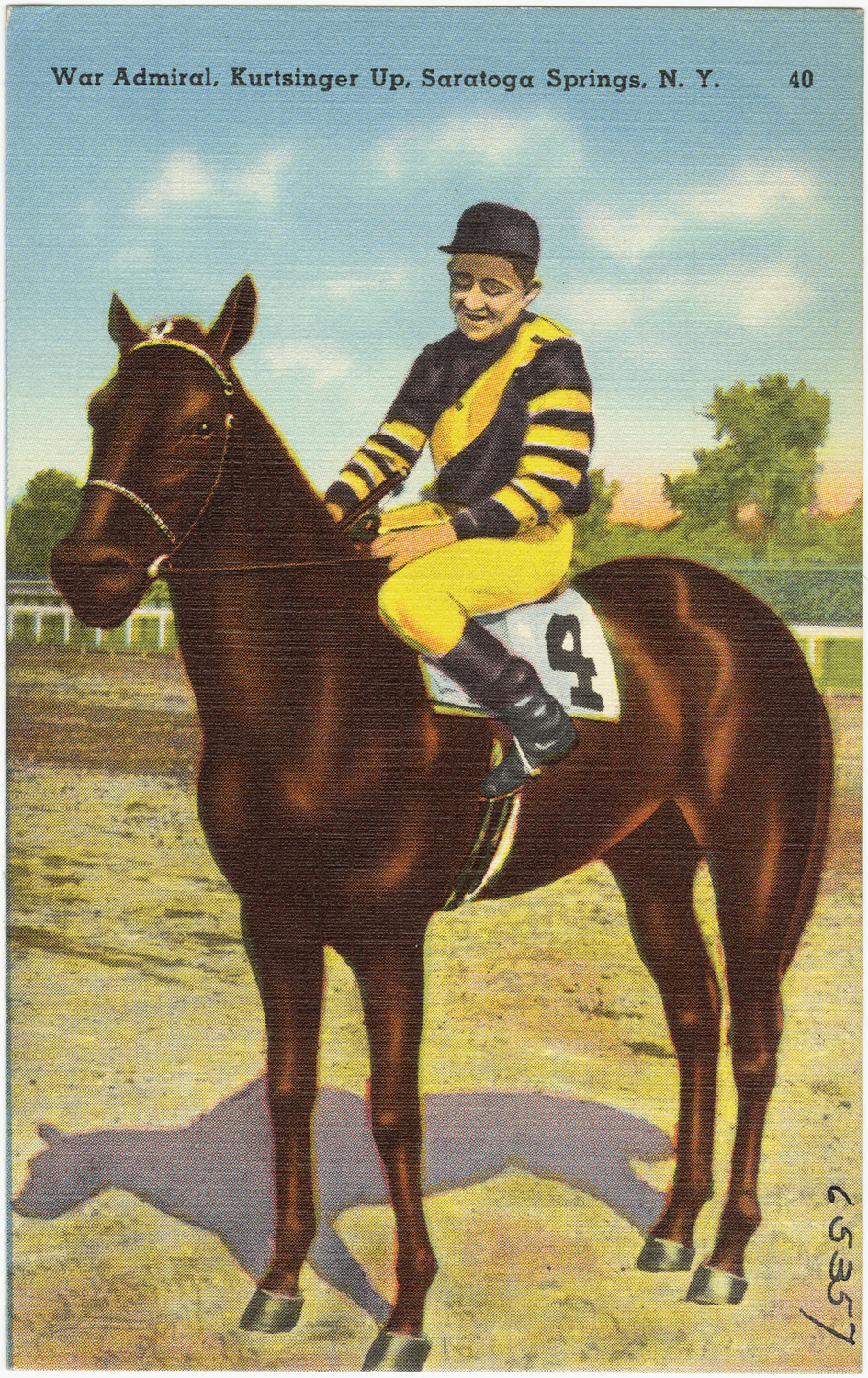
War Admiral w Saratodze, lipiec 193.

War Admiral (2 maja 1934 – 30 października 1959) – amerykański koń wyścigowy pełnej krwi angielskiej. Zasłynął ze zdobycia Triple Crown w 1937 roku oraz z przegranego pojedynku z Seabiscuitem w 1938 roku.

## Życiorys
Jego rodzicami byli Man o' War i Brushup. Wyhodował go Samuel D. Riddle, który był również właścicielem jego ojca. Urodził się na Faraway Farm w Lexington. Ojciec War Admirala był wtedy uważany za najwybitniejszego konia wyścigowego tamtych czasów, jednak jego matka nigdy nie wygrała żadnej gonitwy. Brushup była nim kryta sześć razy; tylko jeden źrebak był później dobrym koniem wyścigowym – był nim właśnie War Admiral.
Ogier odziedziczył talent po ojcu, jednak nie przypominał go wyglądem. Był bardzo niski; mierzył jedynie 152 cm wzrostu. Skarogniadą maść odziedziczył po matce.
War Admiral nie lubił maszyn startowych i niechętnie do nich wchodził. Na torze był temperamentny jak jego ojciec, jednak w stajni był zrelaksowany i robił długie drzemki.
Trenerem konia został George Conway. Biegał w barwach stajni Glen Riddle Farm.

### Sezon 1936
W wieku dwóch lat brał udział w sześciu wyścigach i wygrał połowę z nich, w tym Great American Stakes i Eastern Shore Handicap. Wówczas na najbardziej utalentowanego konia jego rocznika uznawany był Pompoon, który pokonał War Admirala w National Stallion Stakes.

### Sezon 1937
War Admiral rozpoczął sezon od wygrania dwóch gonitw, w tym Chesapeake Stakes. Wtedy Riddle podjął ważną decyzję. Siedemnaście lat wcześniej Man o’ War nie pobiegł w Kentucky Derby, ponieważ nie przepadał za wyścigami w Kentucky i uważał, że jego koń nie jest gotowy. Tym razem postanowił zrobić wyjątek i wystawił War Admirala do Kentucky Derby. Start został opóźniony o siedem minut. Ostatecznie War Admiral wygrał o 1 3⁄4 nad koniem Pompoon. Redaktor sportowy Neville Dunn napisał:
„Mały, skarogniady konik, który odziedziczył wzrost po mamie, ale biega jak tatuś, zgarnia zwycięstwo w sześćdziesiątym trzecim Kentucky Derby...i wygrał tak łatwo, tak bez wysiłku, że 65 000 fanów szturchnęło się nawzajem po żebrach i krzyknęło „Mówiłem ci! Mówiłem, że War Admiral może biec jak Man o’War!”.
Podczas Preakness Stakes Pompoon zagrażał War Admiralowi, ale ten ostatecznie wygrał o głowę. 5 czerwca wystartował w Belmont Stakes. Potknął się przy starcie, ale szybko nadrobił straty i wygrał wyścig, jednocześnie bijąc rekord toru należący do jego ojca. Okazało się jednak, że uderzając w bramkę startową na jego nodze powstała rana otwarta. W trakcie biegu jego dżokej nie wyczuł, że coś jest nie tak, ale kiedy koń stanął w kręgu zwycięzców, zauważono, że jego brzuch i nogi pokryte są krwią. Kontuzja ta wykluczyła go z wyścigów przez resztę lata. Na tor powrócił w październiku, wygrywając trzy gonitwy, w tym Washington Handicap i Pimlico Special. Zdobył tytuł najlepszego trzyletniego ogiera oraz Konia Roku.

### Sezon 1938
W 1938 roku wygrał osiem ważnych gonitw, w tym Whitney Handicap i Jockey Club Gold Cup. W tym roku odbył się również pojedynek między nim a rok starszym Seabiscuitem. Konie nigdy wcześniej nie mierzyły się ze sobą na torze – choć kilka razy miało do tego dojść, do starcia ostatecznie nie doszło. 1 listopada odbył się wyścig między War Admiralem a Seabiscuitem, który nazwano „Pojedynkiem Stulecia”. Riddle poprosił, by ze względu na problematyczną historię War Admirala, bieg odbył się bez maszyn startowych. Zdobywca Triple Crown był faworytem gonitwy, jednak Seabiscuit wygrał o 4 długości i pobił rekord toru.

## Emerytura i śmierć
Po przegranym pojedynku z Seabiscuitem, War Admiral wygrał jeszcze dwa wyścigi – Rhode Island Handicap w 1938 oraz gonitwę na torze Hialeah w lutym 1939. Z powodu kontuzji musiał przejść na emeryturę. Zakończył karierę z 21 zwycięstwami na 26 startów i zarobkami wynoszącymi 273 240 dolarów.
Do 1958 roku żył na Faraway Farm, jednak siedem lat po śmierci Riddle’a farma została sprzedana, a War Admiral został przeniesiony do Hamburg Place, gdzie zmarł 30 października 1959 roku w wieku 25 lat.
W 1945 był wiodącym reproduktorem w Stanach Zjednoczonych. Był ojcem takich koni jak:
- Busher
- Blue Peter
- Bee Mac
- Navy Page
- Cold Command
- Admiral Vee
- Iron Maiden

Choć linia pochodząca od jego synów już nie istnieje, to War Admiral nadal znajduje się w rodowodach niektórych współczesnych koni dzięki jego córkom. Przykładami jego potomków pochodzących od córek War Admirala są Swaps, Buckpasser czy Numbered Account. Pojawia się również w rodowodach takich koni jak Seattle Slew, Affirmed, American Pharoah, Zenyatta, Dr. Fager, Cigar czy Alysheba.
War Admiral jest pochowany obok swojego ojca w Kentucky Horse Park.
Magazyn The Blood-Horse umieścił go na trzynastym miejscu na liście 100 Najwybitniejszych Koni Wyścigowych XX wieku. Ma również swoje miejsce w „Hall of Fame”, gdzie został wprowadzony w tym samym roku co Seabiscuit.